# Condado de Kent (Míchigan)
El condado de Kent (en inglés: Kent County, Míchigan), fundado en 1831, es uno de los 83 condados del estado estadounidense de Míchigan. En el año 2000 tenía una población de 574.335 habitantes con una densidad poblacional de 102 personas por km². La sede del condado es Grand Rapids.

## Geografía
Según la Oficina del Censo, el condado tiene un área total de 2258 km² (871,8 mi²), de la cual 2217 km² (856 mi²) es tierra y 41 km² (15,8 mi²) es agua.

## Condados adyacentes
- Condado de Newaygo norte
- Condado de Montcalm noreste
- Condado de Muskegon noroeste
- Condado de Ionia este
- Condado de Ottawa oeste
- Condado de Allegan suroeste
- Condado de Barry sureste

## Demografía
En el 2000 la renta per cápita promedia del condado era de $45,980, y el ingreso promedio para una familia era de $54,770. El ingreso per cápita para el condado era de $21,629. En 2000 los hombres tenían un ingreso per cápita de $39,878 frente a los $27,364 que percibían las mujeres. Alrededor del 6.30% de la población estaba bajo el umbral de pobreza nacional.

## Lugares

### Ciudades
- Cedar Springs
- East Grand Rapids
- Grand Rapids
- Grandville
- Kentwood
- Lowell
- Rockford
- Walker
- Wyoming

### Villas
- Caledonia
- Casnovia (parcial)
- Kent City
- Sand Lake
- Sparta

### Lugares designados del censo
- Byron Center
- Comstock Park
- Cutlerville
- Forest Hills
- Northview

### Comunidades no incorporadas
- Ada
- Alaska
- Alto
- Belmont
- Cannonsburg
- Cascade
- Dutton

### Municipios
| - Municipio de Ada - Municipio de Algoma - Municipio de Alpine - Municipio de Bowne - Municipio de Byron - Municipio de Caledonia* - Municipio de Cannon | - Municipio de Cascade* - Municipio de Courtland - Municipio de Gaines* - Municipio de Grand Rapids* - Municipio de Grattan - Municipio de Lowell* - Municipio de Nelson | - Municipio de Oakfield - Municipio de Plainfield* - Municipio de Solon - Municipio de Sparta - Municipio de Spencer - Municipio de Tyrone - Municipio de Vergennes |

(* indica Carta municipio)

### Principales carreteras
- I-96
- I-196
- I-296
- US-131
- M-6
- M-11
- M-21
- M-37
- M-44
- M-46
- M-50
- M-57
- A-45
- B-72